# Quamba
La ville américaine de Quamba est située dans le comté de Kanabec, dans l’État du Minnesota. Lors du recensement de 2010, elle comptait 123 habitants.

## Anecdote
Quamba est la seule city de l’État dont le nom commence par un Q.